# Донадео (Лече)
Донадео (итал. Donadeo) је насеље у Италији у округу Лече, региону Апулија.
Према процени из 2011. у насељу је живело 7 становника. Насеље се налази на надморској висини од 42 м.